# Slag bij de Kaukasische Bergen
De Slag bij de Kaukasische Bergen of de Slag bij Xunan was een onderdeel van de campagne van de Mongoolse generaal Subedei rond de Kaspische Zee.

## Achtergrond
In 1221 had Subedei, Iran in handen van Chorasmiden, veroverd en zette zijn opmars verder richting het Kaukasusgebergte. Koning George IV Lasja van Georgië probeerde hun opmars te stuiten.

## Slag
De twee legers ontmoetten elkaar in september 1222 op de vlakte van Xunan. Een deel van de Mongoolse krijgers verschool zich in een hinderlaag, terwijl Subedei met de rest van het leger naar voren trok. De Mongoolse tactiek was om met zijn hoofdmacht aan te vallen en vervolgens een terugtocht te veinzen, waarna een tweede Mongools leger van achteren afdaalde om de vijand te omsingelen en te vernietigen. Onvoorbereid op deze tactiek, slaagden de Georgiërs erin de aanvankelijke Mongoolse aanval met hun zware cavalerie uiteen te drijven en hen te achtervolgen tot aan de rivier de Kotman, maar de plotselinge opmars van de krijgers vanuit de hinderlaag besliste de strijd in het voordeel van de Mongolen. Zwaargewond vluchtte de koning van het strijdtoneel.

## Vervolg
Subedei zette zijn opmars verder naar het rijk van de Kiptsjaken, Koemanië. Koning George IV zou in 1223 aan zijn verwondingen sterven.